# Tyskiris
Tyskiris (Iris × germanica) är en odlad art i irissläktet.

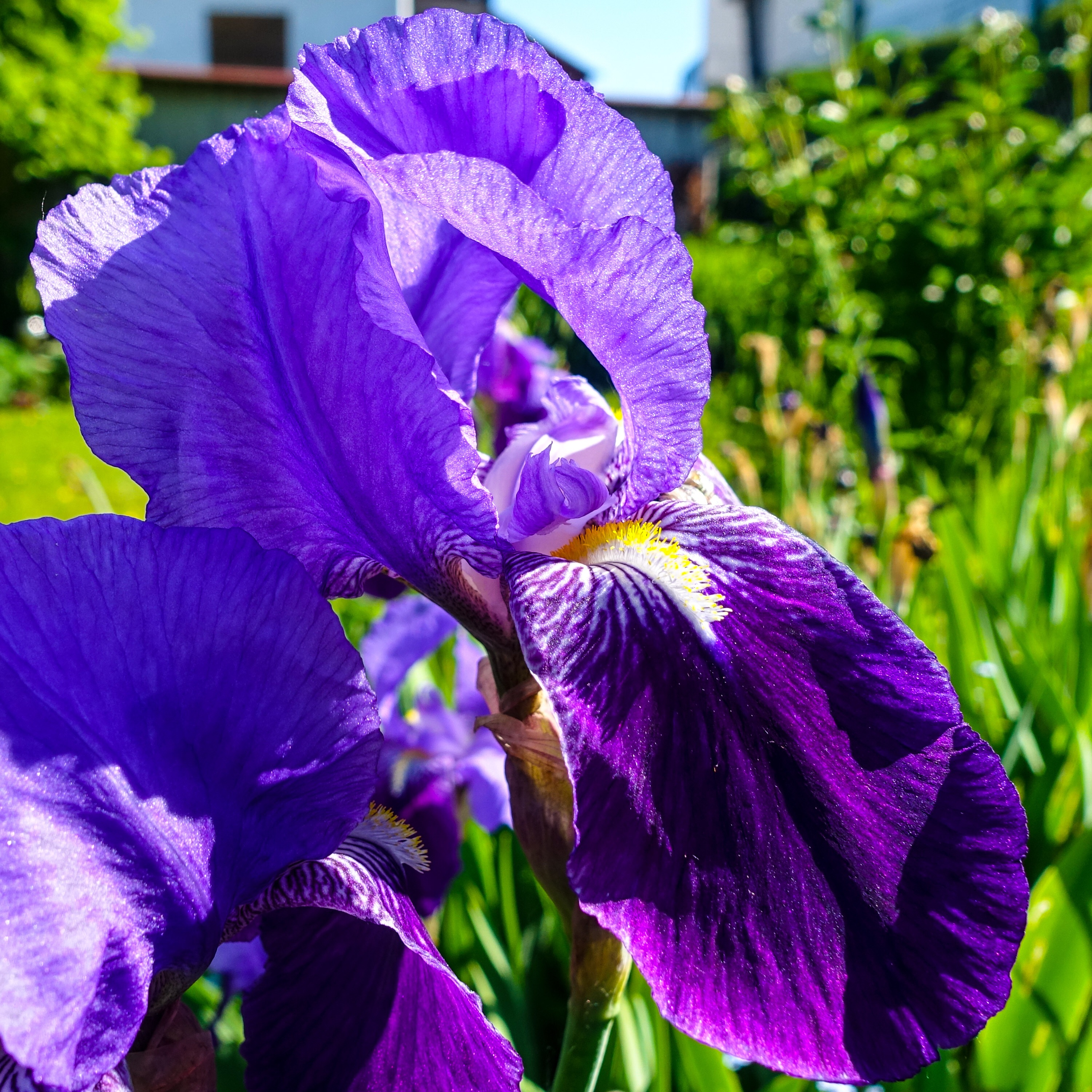
Tyskiris (Iris x germanica)

I Skåne kallas den hästapung. 